# Сибирски тритон
Сибирският тритон (Ranodon sibiricus) е вид земноводно от семейство Hynobiidae. Видът е застрашен от изчезване.

## Разпространение
Разпространен е в Казахстан и Китай.